# Trolejbusy w Majkopie
Trolejbusy w Majkopie − system komunikacji trolejbusowej w rosyjskim mieście Majkop.

## Historia
Pierwsze plany uruchomienia trolejbusów w Majkopie pochodzą z 1959 jednak nie zostały zrealizowane z powodu braku pieniędzy. Otwarcie pierwszej linii nastąpiło 29 listopada 1974 na trasie o długości 12 km. Do 1976 uruchomiono łącznie 4 linie. Obecnie w Majkopie kursuje 10 linii: 1, 2, 3, 4, 4B, 5, 6, 7, 10 i 11. W mieście funkcjonuje jedna zajezdnia trolejbusowa.

## Tabor
W Majkopie są eksploatowane 50 trolejbusów:
- ZiU-9 (6 odmian), 46 sztuk
- VZTM-5284, 4 sztuki